# North Sunderland
North Sunderland – wieś w Anglii, w hrabstwie Northumberland. Leży 67 km na północ od miasta Newcastle upon Tyne i 463 km na północ od Londynu. W 2001 miejscowość liczyła 1803 mieszkańców. Pięć kilometrów na północ od wsi na niewielkiej wyspie Farne znajduje się latarnia morska Farne.